# Divisioni amministrative della Germania orientale
Le divisioni amministrative della Repubblica Democratica Tedesca (comunemente denominata Germania dell'Est) sono state costituite in due diverse forme durante la storia del paese. La RDT ha prima conservato la divisione tradizionale tedesca in stati federati chiamati Länder, ma nel 1952 furono sostituiti con distretti denominati Bezirke. Subito prima della riunificazione tedesca nel 1990, i Länder sono stati ripristinati, ma non sono stati effettivamente ricostituiti fino alla fine della riunificazione.

## Divisioni in Länder

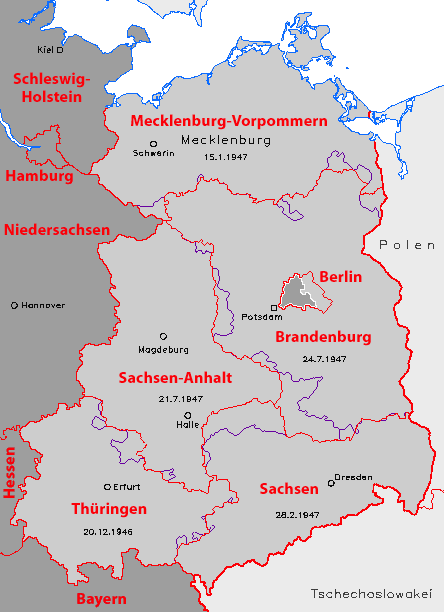
Le frontiere dei cinque Länder del settore sovietico nel 1947 (tratti viola) e i Länder ricostituiti dalla RDT nel 1990 (tratti rossi)

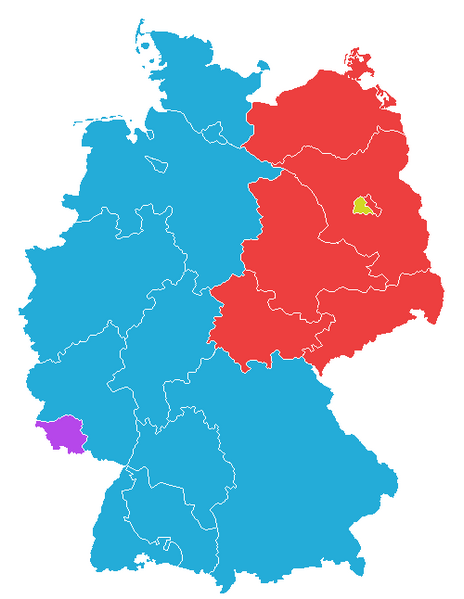
Il GDR (in rosso) con i suoi Länder originali.

I 15 Bezirk (distretti) dal 1952 al 1990

### Sfondo generale
Nel maggio 1945, dopo la sua sconfitta nella seconda guerra mondiale, la Germania fu occupata dagli Stati Uniti, dalla Gran Bretagna, dalla Francia e dall'Unione Sovietica. Tutti e quattro i poteri di occupazione hanno riorganizzato i territori creando i Länder, le parti costituenti della Germania federale. Lo stato della Prussia, le cui province si estendevano a tutte e quattro le zone e coprivano due terzi della Germania, fu sciolto nel 1947.

### Länder nella Germania orientale
Nell'area occupazionale sovietica sono stati istituiti cinque Länder che corrispondevano approssimativamente agli stati e alle province preesistenti. (I territori a est dalla linea Oder-Neisse erano stati trasferiti dalla zona di occupazione sovietica alle autorità polacche come concordato nella Conferenza di Potsdam).
I cinque stati erano:
- Brandeburgo, che fu creato dalla maggior parte della provincia prussiana;
- Meclemburgo, che fu creato dallo stato del Meclemburgo (fusione degli Stati liberi di Meclemburgo-Schwerin e Meclemburgo-Strelitz del 1934) e le parti occidentali della provincia prussiana di Pomerania;
- Sassonia, che è stata restaurata ma ampliata nelle parti più occidentali della provincia prussiana della Bassa Slesia. Inoltre, la città di Reichenau è stata ceduta in Polonia;
- Sassonia-Anhalt, che fu creata dalla maggior parte della provincia prussiana di Sassonia e dello Stato libero di Anhalt;
- Turingia, che fu restaurata nei confini nel 1944, quando era stata ampliata da parti vicine provenienti dalle province prussiane di Sassonia e Hesse-Nassau.

Nel 1949, la zona occupazionale sovietica è stata trasformata in Repubblica Democratica Tedesca.
I cinque Länder (e Berlino orientale, sebbene quest'ultimo solo con i voti consultivi) hanno partecipato al ramo legislativo attraverso i Länderkammer (Camera degli Stati), eletti dal Landtage.
Tuttavia, i Länder non costituivano entità formando uno Stato federale (come in Germania Ovest), ma piuttosto entità amministrative decentrate su uno stato quasi unitario.
Amministrativamente la Germania Est era divisa, dal 1952 al 1990, in 14 distretti (Bezirke) i cui nomi coincidevano con quelli dei rispettivi capoluoghi: Rostock, Schwerin, Neubrandenburg, Magdeburgo, Potsdam, Francoforte sull'Oder, Halle, Lipsia, Cottbus, Erfurt, Gera, Suhl, Karl-Marx-Stadt e Dresda.
La capitale era Berlino Est.
| Distretto             | Superficie km² | Popolazione (1961) | Capoluogo             | Sigla Aut. |
| --------------------- | -------------- | ------------------ | --------------------- | ---------- |
| Cottbus               | 8 261          | 805 800            | Cottbus               | Z, G       |
| Dresda                | 6 738          | 1 875 600          | Dresda                | R, Y       |
| Erfurt                | 7 325          | 1 241 700          | Erfurt                | L, F       |
| Francoforte sull'Oder | 7 185          | 677 100            | Francoforte sull'Oder | E          |
| Gera                  | 4 004          | 742 000            | Gera                  | N          |
| Halle                 | 8 771          | 1 958 100          | Halle/Saale           | K, V       |
| Karl-Marx-Stadt       | 6 009          | 2 098 600          | Karl-Marx-Stadt       | T, X       |
| Lipsia                | 4 962          | 1 509 600          | Lipsia                | S, U       |
| Magdeburgo            | 11 527         | 1 369 000          | Magdeburgo            | H, M       |
| Neubrandenburg        | 10 793         | 639 600            | Neubrandenburg        | C          |
| Potsdam               | 12 568         | 1 146 700          | Potsdam               | D, P       |
| Rostock               | 7 074          | 856 200            | Rostock               | A          |
| Schwerin              | 8 672          | 598 700            | Schwerin              | B          |
| Suhl                  | 3 856          | 549 400            | Suhl                  | O          |
| Berlino Est           | 403            | 1 509 600          | Berlino Est           | I          |